# Tetragonias njalilus
Tetragonias njalilus è un terapside estinto, appartenente ai dicinodonti. Visse nel Triassico medio (Anisico, circa 245 milioni di anni fa) e i suoi resti fossili sono stati ritrovati in Tanzania.

## Descrizione
Questo animale doveva possedere il tipico corpo a forma di botte della maggior parte dei dicinodonti. Le zampe erano particolarmente robuste e piuttosto allungate, e possedevano una postura meno laterale rispetto a quella delle forme più primitive. Il cranio era robusto, di forma quadrangolare (da qui il nome Tetragonias, "quattro angoli") e dotato di lunghi canini superiori e di un becco corneo. La coda di Tetragonias era relativamente lunga, se raffrontata con quella della maggior parte dei dicinodonti. La lunghezza dell'intero animale non doveva raggiungere il metro e mezzo.

## Classificazione
Tetragonias è considerato un tipico membro dei dicinodonti, un gruppo di terapsidi erbivori originatisi nel Permiano e diffusisi nel Triassico. In particolare, Tetragonias è stato considerato un possibile collegamento evolutivo tra i dicinodonti del Triassico inferiore come Lystrosaurus e i dicinodonti più derivati, come Kannemeyeria (Cruickshank, 1967). Tetragonias è considerato un membro della famiglia degli shansiodontidi (Shansiodontidae), considerati basali rispetto a forme come Kannemeyeria e Stahleckeria (Kammerer et al., 2013). 

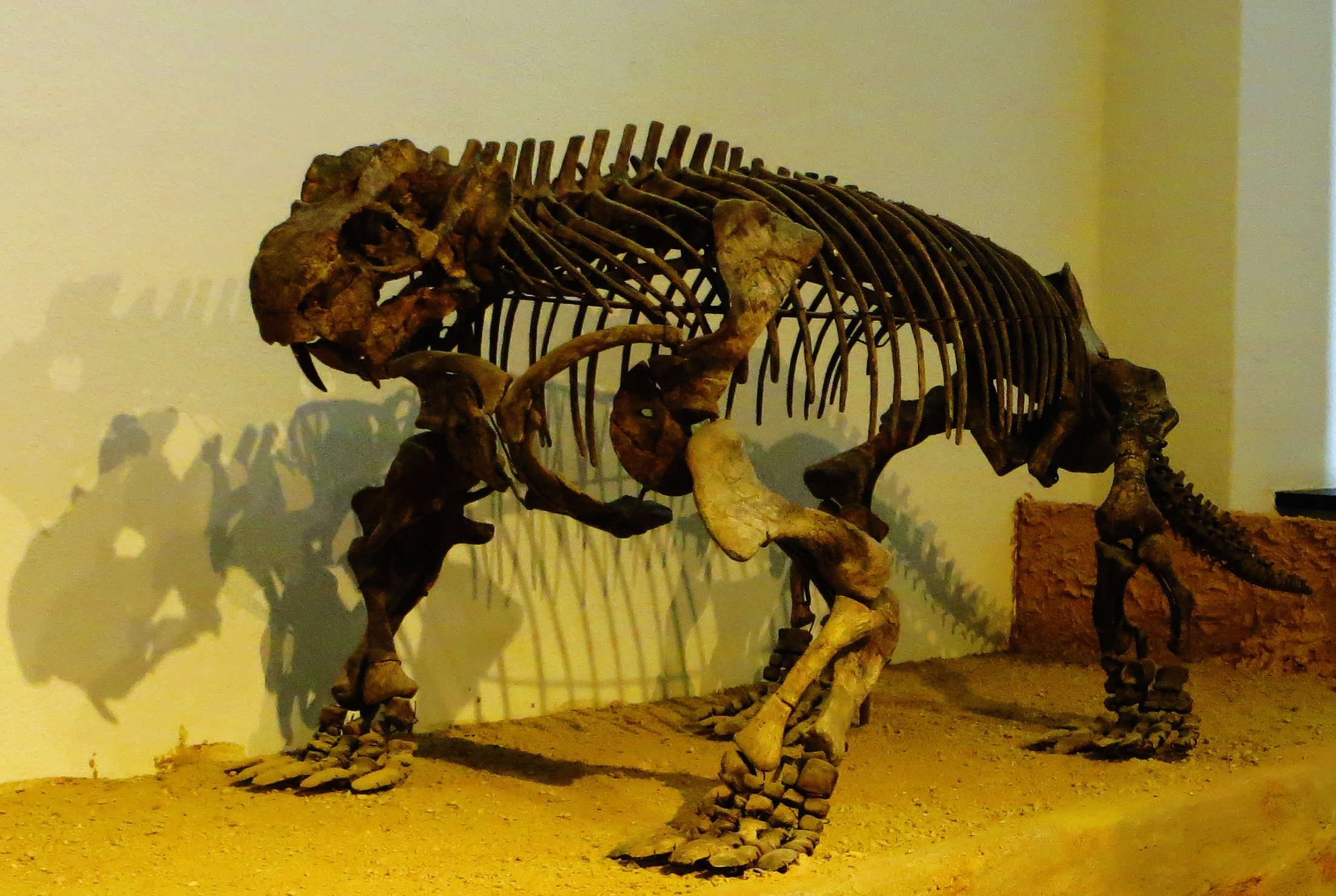
Fossile di Tetragonias njalilus

I fossili di Tetragonias vennero scoperti nella formazione Manda della Tanzania e descritti inizialmente da Friedrich von Huene nel 1942, il quale li ascrisse a una nuova specie del genere Dicynodon (D. njalilus). Solo nel 1967 Cruickshank riesaminò il materiale e si rese conto che era necessario istituite un nuovo genere, Tetragonias appunto.

## Paleobiologia e paleoecologia
I fossili di Tetragonias comprendono due principali morfologie di crani, che sono stati considerati un segno di dimorfismo sessuale. Uno studio riguardante la locomozione di Tetragonias (Fröbisch, 2006) ha mostrato che questo animale aveva una postura dritta delle zampe posteriori, che provvedevano in gran parte all'avanzata dell'animale. Lo studio, inoltre, indica che la postura parasagittale delle zampe posteriori, precedentemente ritenuta in relazione con l'aumento della taglia degli animali, nei dicinodonti si sviluppò già in animali di media taglia come Tetragonias.